# 에임스 연구 센터

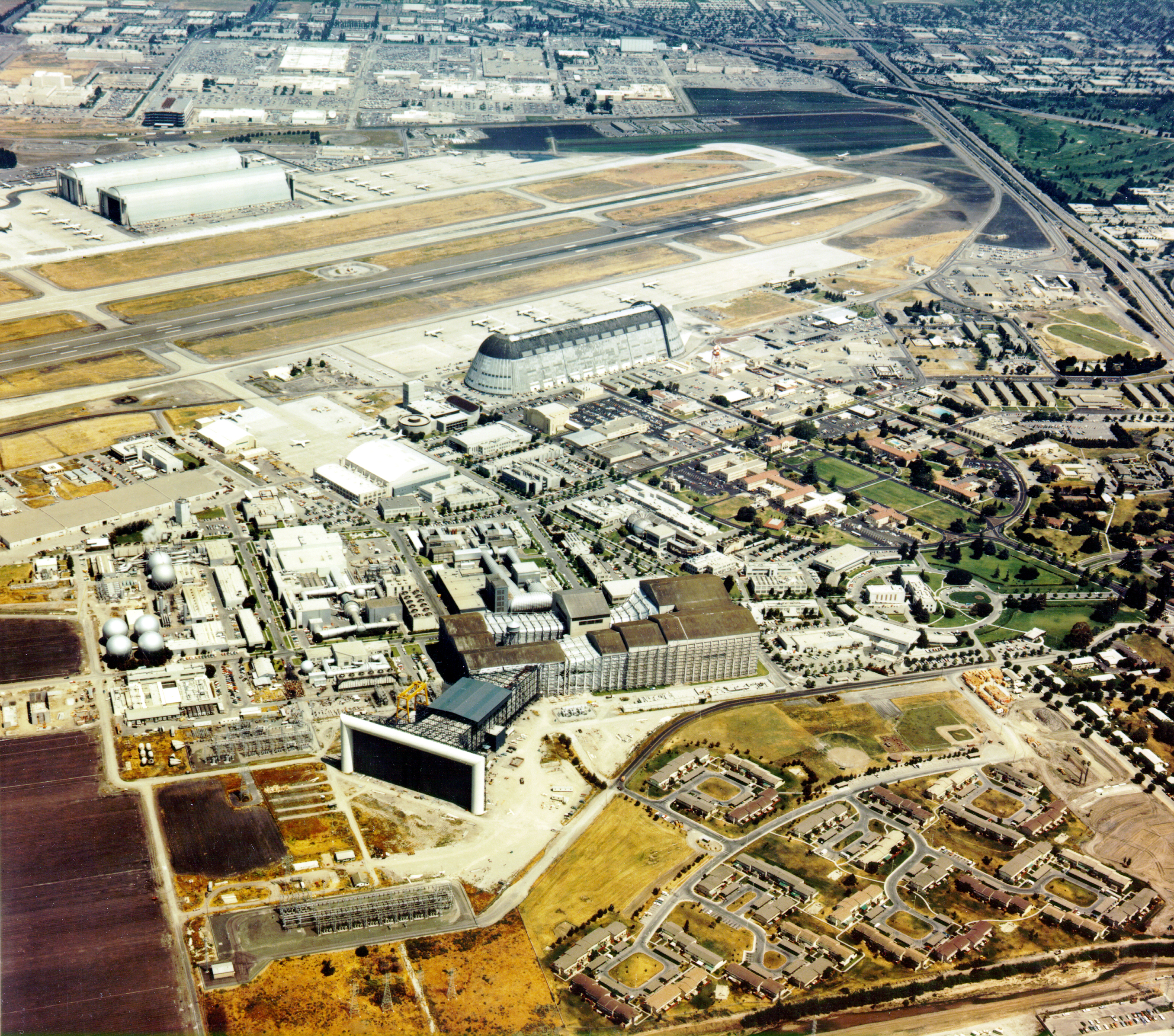
에임스 연구 센터

에임스 연구 센터(Ames Research Center, ARC)는 모펫 필드에 있는 미국 항공 우주국 (NASA)의 시설이며, 캘리포니아주의 마운틴뷰에 위치한다.

## 개요
에임스 연구 센터의 연구 분야는 항공 공학, 생물학, 우주 과학 및 우주 개발 기술 연구의 일환으로 정보 기술, 특히 기계 학습 및 인공 지능 등이다.
에임스 연구 센터는 NASA의 일부 미션의 센터 역할도하고 있다. 또한 오리온을 이용한 탐사 계획의 입안도 실시하고 있다.
모펫 필드는 NASA의 전용 시설뿐만 아니라 대학과의 공동 연구를 위한 시설도 있다. 여기에서 공동 연구를 수행하고 있는 대학으로는 카네기 멜론 대학교 웨스트 코스트 캠퍼스, 캘리포니아 대학교 샌타크루즈, 산호세 주립 대학교 등이 있다.
센터의 비행 시뮬레이션 및 안내 실험실은 2017년 미국 국립사적지로 등재되었다.